# Al·lòfon
Un al·lòfon és un so de la parla que actua com a variant d'un fonema en un context determinat, és a dir, un mateix fonema (abstracció ideal del so) pot materialitzar-se en diferents al·lòfons segons els sons que hi estiguin propers i que el puguin influir en els paràmetres articulatoris.
Per exemple, el fonema [n] en català pot variar el seu punt d'articulació per assimilació segons el so que tingui al darrere, transformant-se en l'al·lòfon labiodental, velar...
Els fonemes /b/, /d/, i /g/ que es realitzen com a oclusius ([b], [d], [g]) en posició inicial absoluta o després de pausa, després d'un so oclusiu o nasal, en posició implosiva, després de /f/ en el cas del fonema /b/, després de lateral en el cas del fonema /d/; en els altres contexts (especialment entre vocals, entre vocal i /r/ o entre /r/ i vocal) es realitzen com a aproximants o espirants ([β], [δ], [Ɣ]).